# سی‌اف‌بی سامرساید
سی‌اف‌بی سامرساید (به انگلیسی: CFB Summerside) یک فرودگاه همگانی با کد یاتا YSU است که یک باند فرود آسفالت دارد و طول باند آن ۲۴۳۸ متر است. این فرودگاه در کشور کانادا قرار دارد و در ارتفاع ۱۷ متری از سطح دریا واقع شده‌است.